# Hajdu Elemér
Hajdu Elemér vagy Hajdú Elemér (Charlottenburg, 1902. január 5. – Budapest, 1988. június 1.) magyar gépészmérnök.

## Életpályája
A József Műegyetemen szerzett oklevelet 1925-ben. Először a Ganz-gyár tervezőmérnöke 1925–1928 között, majd 1928–1945 között a Székesfővárosi Elektromos Művek műszaki főtanácsadója volt. 1946–1947 között az Újjáépítési Minisztérium energiaügyi főosztályvezetője, majd a szénkormánybiztos helyettese. 1947–1948 között a Magyar Dunántúli Villamossági Rt. ügyvezető igazgatója, utána három évig az Erőmű Ipari Központ vezérigazgató-helyettese. Később az Erőmű Beruházási Vállalatnál, az Erőmű Trösztnél dolgozott, és – nyugdíjba vonulásáig (1969) – a Magyar Villamos Művek Tröszt termelési igazgatója volt.
Az országos villamosenergia-rendszer bevezetésének egyik irányítója volt.

## Díjai
- Állami Díj II. fokozat (1970) – Élete munkásságáért, a villamosenergia-ipar fejlesztése, az együttműködő villamosenergia-rendszer magyarországi megvalósítása terén végzett több évtizedes szervező és irányító tevékenységéért.